# 東北社會民主黨
東北社會民主黨（英語：North East Social Democratic Party，簡稱：NeSDP）是印度梅加拉亞邦一個於2013年建立的小型政黨，其總部位於該邦首府西隆。該黨在同年梅加拉亞邦議會選舉中派出一名候選人拉姆博克朗·邁爾里埃姆（Lamboklang Mylliem）於當地的吉讓選區（Jirang）參選，並成功獲得10336票（總票數的42.06%），因而得到議會內60個議席當中的1席。